# Neodrassex iguatemi
Neodrassex iguatemi Ott, 2012 è un ragno appartenente alla famiglia Gnaphosidae.

## Etimologia
Il nome della specie deriva dalla località brasiliana di rinvenimento degli esemplari: Iguatemi, comune dello stato di Paraná.

## Caratteristiche
L'olotipo femminile rinvenuto ha lunghezza totale è di 2,89mm; la lunghezza del cefalotorace è di 1,11mm; e la larghezza è di 0,95mm.

## Distribuzione
La specie è stata reperita in Brasile: l'olotipo femminile è stato reperito all'interno del comune di Iguatemi, nello stato di Paraná.

## Tassonomia
Al 2015 non sono note sottospecie e dal 2012 non sono stati esaminati nuovi esemplari.